# 生物薄膜

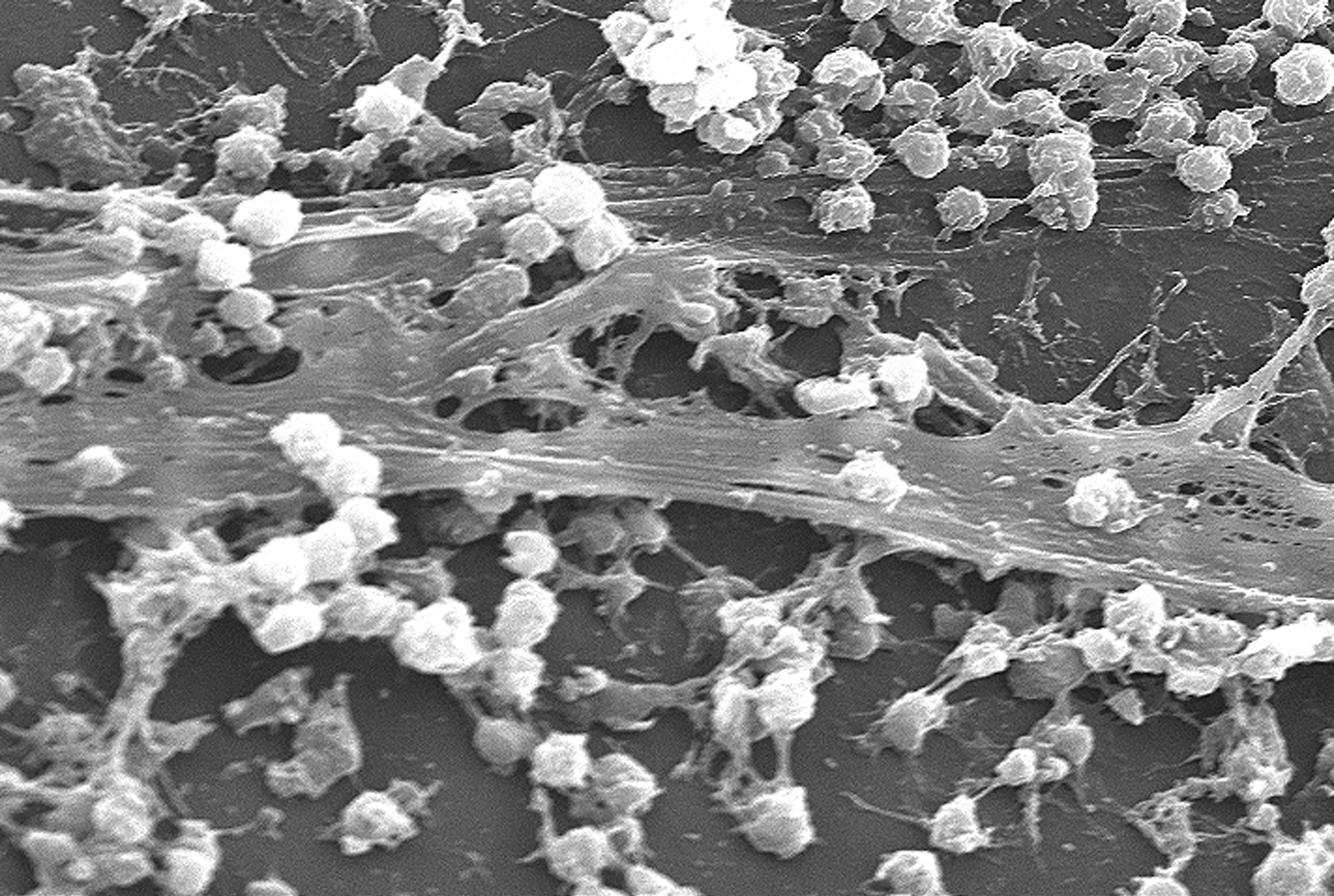
金黃色葡萄球菌生物膜，在留置导尿管中。

生物薄膜（英語：biofilm）又称生物幕、生物被膜、生物膜、菌膜，是黏附于特定载体上，无恒定结构的膜样微生物群落（聚生体，集落复合体）；此薄膜厚度小于1mm，通常介于100~200μm。会形成生物薄膜的微生物可为：细菌、真菌、藻类、原生动物和后生动物，其依靠自身產生的胞外聚合物吸附于外界环境表面（可为惰性表面或生物表面），并将其自身包绕其中，属一种微生物适应自然环境以利于生存的一种生命现象。
胞外聚合物（extracellular polymeric substance，EPS）是微生物本身制造具黏性和保护作用的高分子量细胞外基质，通常堆积在细胞的外围，主成分为多醣，另含纤维蛋白、脂蛋白、腐植酸、核酸等生物有机成分。

## 重要性
生物膜在醫學、工業和生態上都具有重要意義。

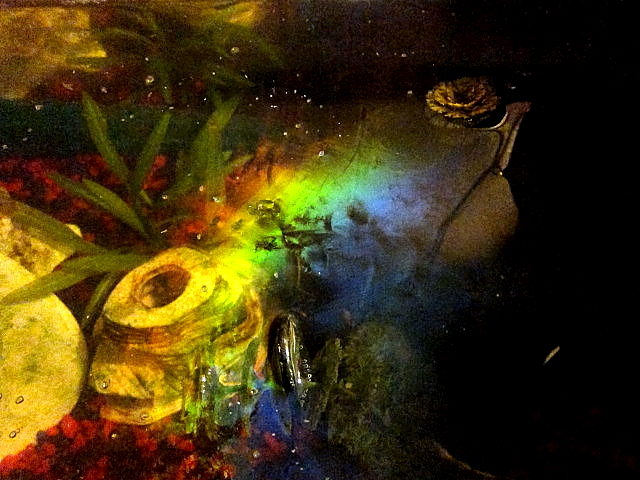
一个鱼缸的表面上的彩虹色生物薄膜。

在醫學中，人類大約65%的細菌性疾病有生物膜參與。如在口腔中，牙齒表面的生物膜可形成牙菌斑、齲齒和牙齦感染。生物膜也可導致器官移植後（如心臟起搏器）的感染。空調中的退伍軍人菌（Legionella pneumoniae）形成生物膜可導致退伍軍人病。綠膿桿菌（Pseudomonas aeruginosa）在肺部感染的形成囊性纖維變性、肺結核、尿路感染、呼吸道感染和大約25%的腎結石也是由生物膜造成的。
輸油管道中形成的生物膜會嚴重影響管道輸送能力。

## 特點
生物膜中的細菌和游離細菌有很多不同點：
- 生物膜中的細菌對抗生素、過氧化氫或者去污劑的抗性可比游離細胞高400倍。
- 透過二維蛋白質電泳，發現生物膜中的細菌可能高達40%和游離細胞不同的蛋白。
- 生物膜中的細菌可以不分裂而維持生存（休眠）很長時間。
- 生物膜中的生物合成更多的向外分泌的多糖，並進行不同的次級代謝。
- 生物膜中的細菌對外界環境條件改變（如pH、離子濃度、滲透壓、黏度、營養、氣體交換）作出的反應更迅速。

## 結構
生物膜體積的90%由聚合物基質或水管道構成。生物膜具有結構而非均一，管道可用於生物膜内部的細菌交換物質。生物膜中，構成底層和表層的細菌種類和比例也不同。
生物膜的細胞可透過群體感應調整自身的生理狀況。

## 形成
生物膜的形成有以下步驟（見右圖）：
1. 初始附著期：細菌的可逆附著（秒）

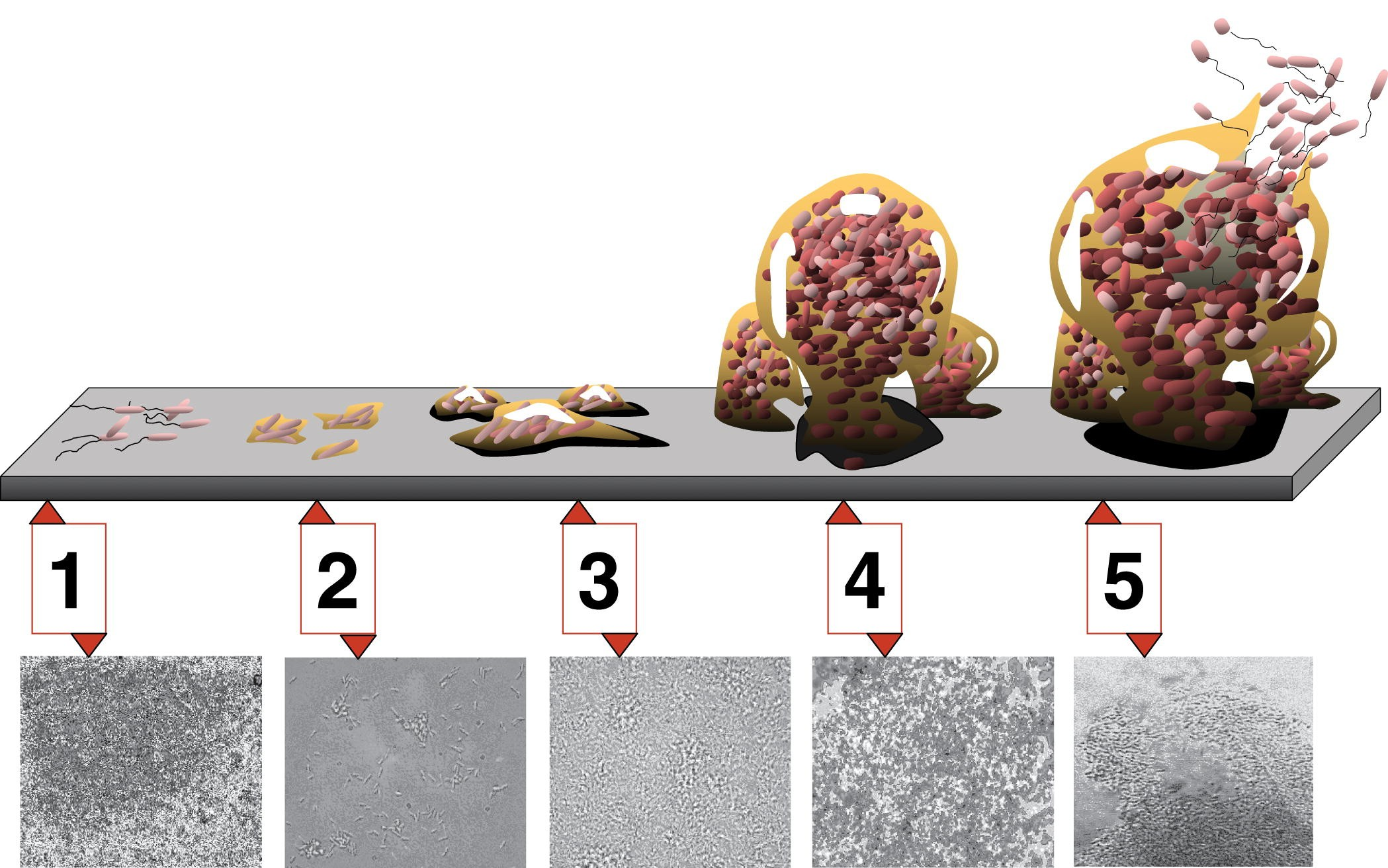
生物薄膜的形成过程5个步驟。

2. 不可逆附著期：細菌的不可逆附著，胞外聚合物（EPS）的產生，改變被附著表面的特性，使其更易被附著（秒~分）
3. 成熟一期：細菌的生長和分裂，生物膜開始形成（小時~天）
4. 成熟二期：生物膜厚度增加且菌落擴大（小時~天）
5. 散布期：菌落內部細菌過密，生物膜破裂釋放細菌，進而擴散開來，往外形成新的附著點（天~月）

## 特性

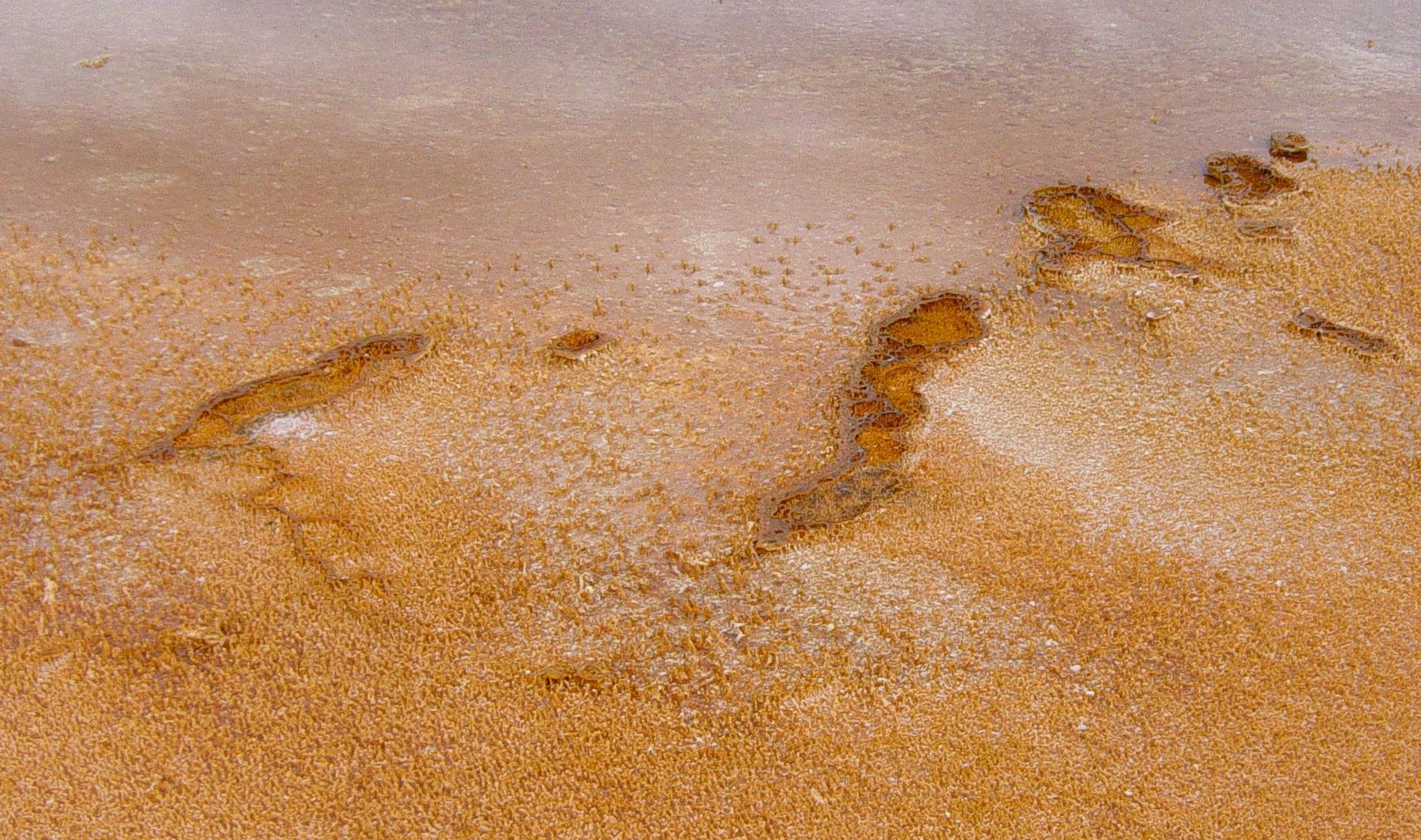
在黄石国家公园的生物薄膜。最长的凸起垫子区域占有约半米长。

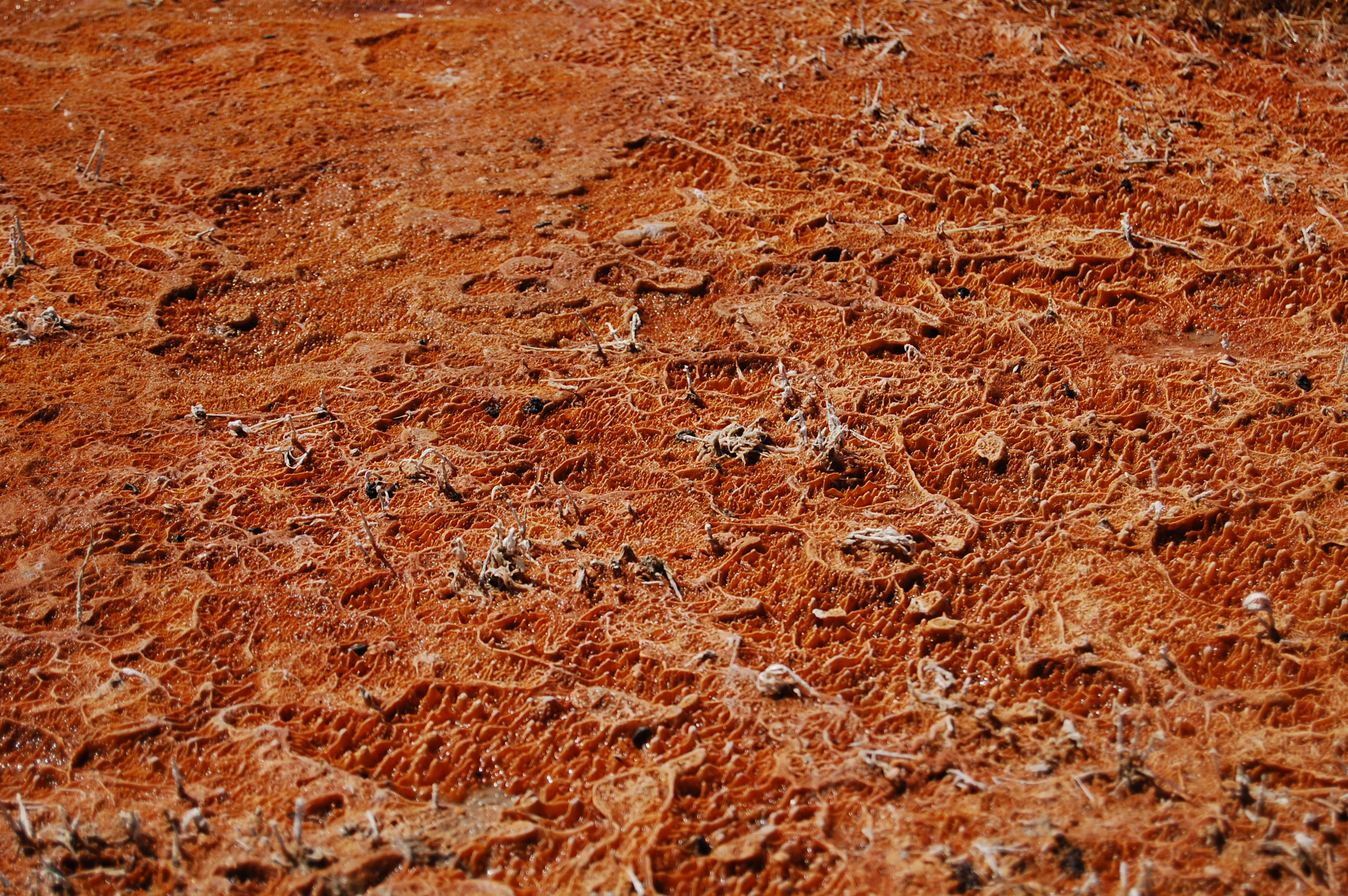
在俄勒冈州米奇温泉流出的嗜热细菌生物薄膜，约20毫米厚。

生物薄膜通常发现于浸没在或暴露于水性溶液中的固体底物，尽管它们可以在液体表面形成浮动垫还可以在树叶片的表面上形成，特别是在高湿度的气候。如果有足够的增长资源，生物薄膜会迅速成长为宏观的（肉眼可见的）。生物薄膜可以包含许多不同种类的微生物，例如，含有细菌，古菌，原生动物，真菌和藻类；每组种类的微生物执行专业化的代谢功能。然而，一些微生物在特定条件下会形成单一物种的生物薄膜。生物膜内的社会结构（合作，竞争）高度依赖于存在的不同物种。

## 防止
爲防止某些情況下的生物膜形成，有如下辦法：
預防性：
- 防止營養物沉積
- 特殊的表面使細菌無法附著（“荷葉效應”）

物理方法：
- 超聲
- 高電壓
- 磁場

化學方法：
- 抗生素
- 去污劑
- 過氧化氫
- 螯合劑（如EDTA）

生物調控方法：
- 加入群體感應中誘導物的相似物質從而抑制群體感應